# Trouble in Jerusalem
Trouble in Jerusalem is een studioalbum van Rabih Abou-Khalil uit 2010. De muziek werd opgenomen gedurende de periode 18 tot en met 23 oktober 2009 in Marktoberdorf. Abou-Khalil was tot die tijd voornamelijk bekend vanwege zijn ethnojazz, waarin hij op de oud soleerde en improviseerde. Trouble in Jerusalem is echter (nieuwe) filmmuziek bij de stomme film in zwart-wit Nathan the Wise uit 1922 van Manfred Noa, gebaseerd op het toneelstuk Nathan the Wise van Gotthold Ephraim Lessing uit 1779. De meeste kopieën van de film werden gedurende het nazi-tijdperk vernietigd, de film zou te pro-Joods zijn, maar in 1996 werd één kopie teruggevonden. ZDF, ARTE en Filmmuseum München financierden toen de nieuwe muziek.     

## Musici
- Rabih Abou-Khalil – oud
- Michel Godard – tuba, serpent
- Jarrod Cagwin – slagwerk
- Duits Jeugd Orkest o.l.v. Frans Strobel met solisten
  - Tobias Feldmann – viool
  - Sarina Zickgraf – altviool
  - Sophie Notte – cello

## Muziek
| Nr. | Titel                       | Duur  |
| --- | --------------------------- | ----- |
| 1.  | Jerusalem                   | 8:50  |
| 2.  | Lament                      | 16:24 |
| 3.  | Gerusalemme liberata        | 12:08 |
| 4.  | Once upon a Dervish         | 12:07 |
| 5.  | Saladin and Nathan the Wise | 7:29  |
| 6.  | A prayer for tolerance      | 2:19  |